# Costantino VII Porfirogenito
Costantino VII Flavio, detto il Porfirogenito (in greco medievale: Κωνσταντῖνος Ζ΄ Φλάβιος Πορφυρογέννητος, Kōnstantinos VII Flāvios Porphyrogennētos; Costantinopoli, 18 maggio 905 – Costantinopoli, 9 novembre 959), è stato un sovrano, scrittore e studioso bizantino, formalmente Basileus dei Romei dal 9 giugno 911 al 12 maggio 912 e poi dal 6 giugno 913 fino alla sua morte.
Colto e intelligente, si disinteressò per gran parte della propria vita delle questioni politiche, lasciando l'effettivo potere imperiale nelle mani dei suoi reggenti e co-imperatori, per poi riappropriarsene solo dopo oltre trent'anni dalla formale ascesa al trono. 
Benché sovrano debole e facilmente influenzabile nelle questioni militari e governative, di cui si occupava solo in maniera puramente teorica, sotto il suo regno si ebbe una crescita culturale senza precedenti, alimentata dalla sua passione per la scrittura e per lo studio. Fecondo autore, redasse almeno due saggi sull'amministrazione imperiale e sul cerimoniale bizantino, commissionandone molti altri e facendo redigere con zelo nuove edizioni dei capolavori della storiografia classica. 
Tuttavia, nonostante la sua apparentemente poco rilevante attività politico-militare, affidando la gestione ed il comando delle armate a valenti generali diede una spinta decisiva alla grande restaurazione bizantina in Anatolia e nei Balcani, completata da suo nipote Basilio II.

## Biografia
Il padre Leone VI era già rimasto vedovo due volte senza avere eredi. La legge canonica greca sanciva che un uomo non si potesse coniugare più di due volte; tale regolamentazione, ironicamente inasprita proprio da Leone VI durante il primo periodo di regno, fu abolita per suo volere in occasione dello sposalizio con la frigia Eudocia Baianè. Ma nonostante ciò, nel 901, il Basileus tornò ad essere vedovo e, a causa dell'opposizione del clero, negli anni immediatamente successivi, pur frequentando Zoe Carbonopsina, nipote ventenne dell'ammiraglio Himerios, non la sposó.

### Nascita

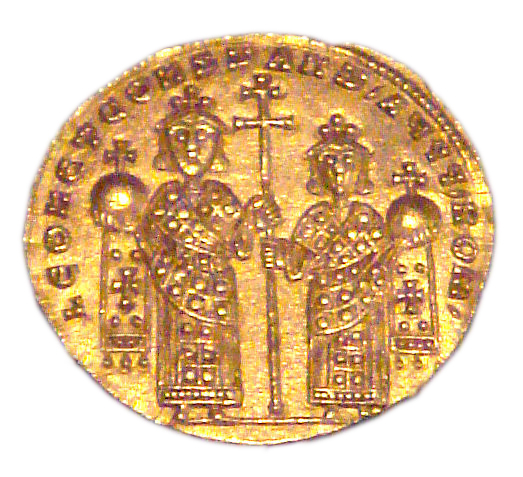
Solidus raffigurante Leone VI il Saggio insieme al figlio Costantino VII

Quando Zoe, il 18 maggio del 905, partorì Costantino, il Basileus decise di farlo legittimare tramite il rito del Battesimo. Così, il 6 gennaio del 906, nella Basilica di Santa Sofia, il principe fu benedetto, ma solo a patto che Leone VI si separasse da Zoe.
Contravvenendo tuttavia a questo accordo, l'imperatore non solo non allontanò la madre di suo figlio, ma la sposò e l'elevò alla porpora con il titolo di Augusta; a partire da quel momento i contrasti tra la Chiesa ed il sovrano si fecero sempre maggiori: il Patriarca di Costantinopoli, Nicola il Mistico, negò l'ingresso ai luoghi consacrati a Leone VI, costringendolo a non presenziare alle messe di Natale ed Epifania.
L'imperatore, allora, decise di ricorrere a Papa Sergio III, il quale, fiducioso in una riconciliazione con l'Oriente concesse la dispensa per le quarte nozze; in seguito, sulla base della decisione papale ma non senza opposizioni costrinse il Patriarca Nicola a dimettersi, imponendo al suo posto il teologo e confessore Eutimio.
Momentaneamente sconfitta la fazione a lui avversa e quindi senza più ostacoli, Leone VI, il 9 giugno 911, incoronò Costantino quale co-imperatore.

### Reggenza (912-919)

#### Regno di Alessandro e reggenza di Nicola il Mistico (912-914)

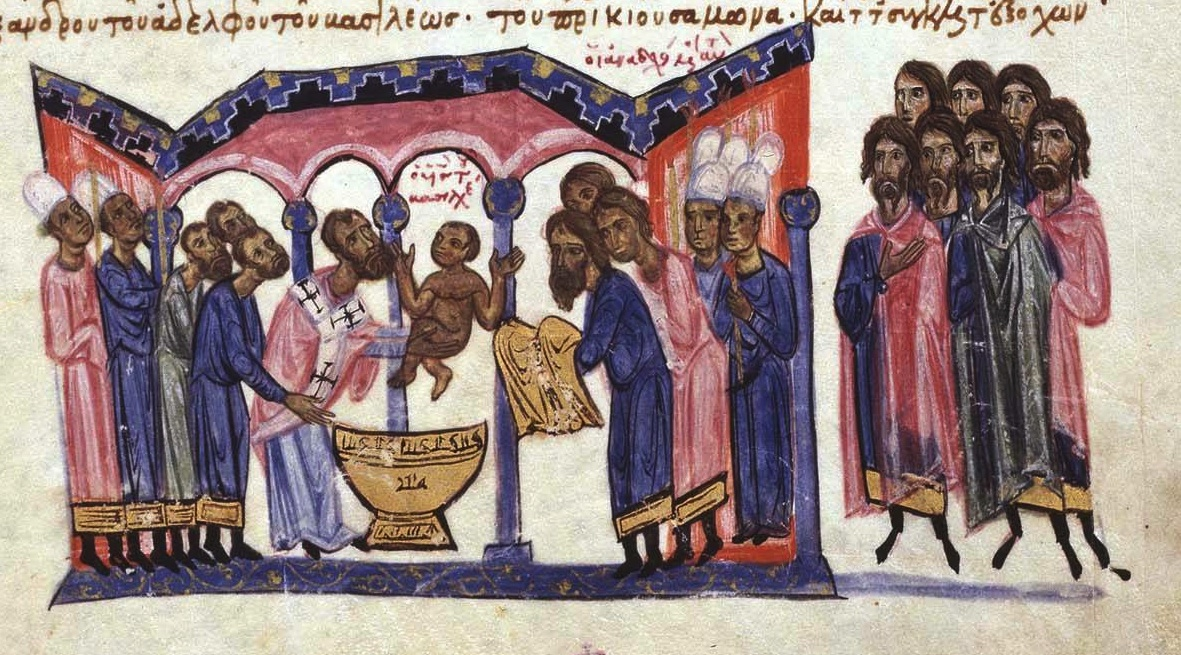
Il Patriarca Nicola il Mistico battezza Costantino VII, Scilitze di Madrid, XII secolo, Biblioteca nazionale di Spagna, Madrid

Il 12 maggio 912 Leone VI morì, e l'autorità imperiale passò al fratello minore nonché co-imperatore, il «frivolo e gaudente» Alessandro, il quale, volendo accentrare a sé tutti i poteri, fece relegare in un convento l'imperatrice madre Zoe e richiamò al soglio patriarcale Nicola il Mistico.
Il regno del nuovo sovrano, tuttavia, durò meno di un anno, giacché egli morì il 6 giugno 913, pochi giorni dopo la riapertura del conflitto con la Bulgaria, a seguito del rifiuto dell'imperatore di garantire il pagamento dei tributi a Simeone (Симеон).
In assenza di figli, Alessandro aveva disposto che il trono passasse al nipote Costantino, e che fino alla sua maggiore età il potere effettivo spettasse ad un Consiglio di Reggenza presieduto dal patriarca Nicola il Mistico, la cui autorità, tuttavia, era osteggiata dalla fazione di corte vicina all'imperatrice madre Zoe e al vecchio patriarca Eutimio. Indispettita per la mancanza di un sovrano che fosse capace di tenere il controllo della situazione, la nobiltà appoggiò parzialmente un tentativo di usurpazione del trono attuato dal domestikos delle scholai, Costantino Ducas. Ma la ribellione venne soppressa nel sangue; mentre tentava di raggiungere il Palazzo Imperiale, il riottoso aristocratico fu decapitato, la sua testa presentata trionfalmente a Costantino VII, di appena otto anni.
Il progetto di Simeone I, ben più ambizioso di quello dei suoi predecessori, prevedeva che egli divenisse Basileus, ricostituendo l'unità politica e militare dei territori balcanici anticamente assoggettati alla Nuova Roma.
Il sovrano bulgaro, dopo aver occupato l'intera Tracia ed aver posto sotto assedio Costantinopoli, costrinse il patriarca alla capitolazione: lo Zar fu incoronato quale Imperatore della Bulgaria, ottenendo diversi territori che aveva conquistato, più il pagamento di un tributo annuo ed il fidanzamento di una delle sue figlie con il giovane Costantino, presente anch'egli ai negoziati, ma non il trono di Costantinopoli. Nonostante il momentaneo fallimento del suo progetto universalistico, ottenuto parte di quanto desiderava, Simeone fece ritorno nel suo regno.

#### Reggenza di Zoe Carbonopsina (914-919)

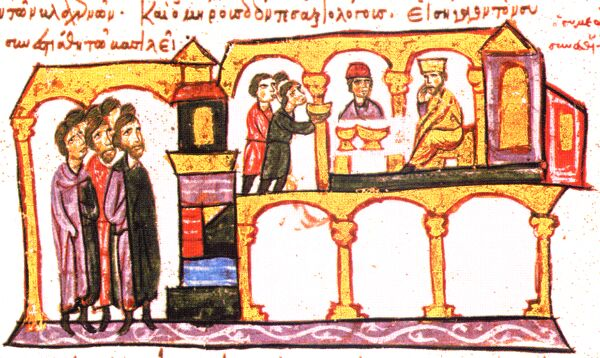
Costantino VII pranza insieme a Simeone di Bulgaria, Scilitze di Madrid, XII secolo, Biblioteca nazionale di Spagna, Madrid

Poco dopo la conclusione della pace con la Bulgaria, la popolarità ed il prestigio di Nicola il Mistico precipitarono,  costringendolo a cedere la reggenza all'Imperatrice madre Zoe, la quale orgogliosamente invalidò il trattato di pace e rigettò la proposta di matrimonio, riprendendo così le ostilità. Simeone, senza colpo ferire, invase nuovamente la Tracia e, nel 914, conquistò l'importante città di Adrianopoli, saccheggiando l'area compresa tra Durazzo e Tessalonica.
Nel 917 l'imperatrice reggente Zoe diede dunque inizio ad una larga campagna di offensiva: messi assieme circa 30.000 uomini, vi pose a capo il domestikos Leone, figlio del celebre generale Niceforo Foca Il Vecchio ma mediocre comandante. Per dare maggiore sostegno all'armata terrestre vi affiancò la flotta, capitanata dal drungarios Romano Lecapeno, abile ammiraglio di origine armena. Imbarcatosi nella capitale, l'esercito attraversò il Mar Nero, giungendo alla fortezza di Anchialo, che fu facilmente espugnata; tuttavia Simeone, avvertito con anticipo dell'obiettivo dell'armata nemica, intercettò gli avversari, e, seppure in netta inferiorità numerica, li annientò.
La sconfitta, seguita da un'altra disfatta presso Catasyrtae, segnò la fine della reggenza di Zoe: nella battaglia, infatti, l'imperatrice aveva perso non solo il proprio prestigio, ma anche gran parte delle forze a lei fedeli, e pertanto non fu in grado di opporsi al colpo di Stato organizzato dal comandante della flotta, Romano Lecapeno, il quale, con l'appoggio del patriarca Nicola il Mistico e di numerosi funzionari, assunse la tutela del giovane Costantino.

### Regno di Romano I Lecapeno (919-944)

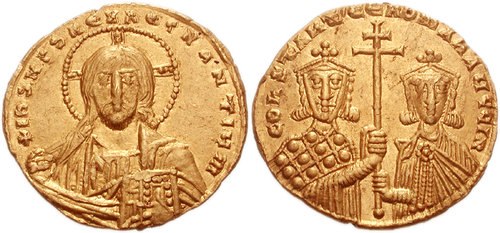
Solidus di Romano I e Costantino VII, 921 circa

Le ambizioni di Romano Lecapeno, tuttavia, non si fermarono alla reggenza: infatti, dietro il pretesto delle sconfitte in Bulgaria, esiliò l'imperatrice Zoe e, nel maggio del 919, con il matrimonio di sua figlia Elena Lecapena con Costantino assunse il titolo di basileiopator; il 24 settembre 920, ottenne il titolo di Caesar, mentre il 17 dicembre quello di co-imperatore.
L'ascesa di Romano I divenne completa quando, dopo la sconfitta di Leone Foca, il quale aveva tentato di restaurare alla reggenza l'imperatrice Zoe, assunse il titolo di imperatore, sostituendo Costantino VII in tutti gli incarichi governativi. Nel maggio 921 Lecapeno rafforzò ancora di più la propria posizione nominando secondo imperatore il proprio figlio maggiore, Cristoforo e poi gli altri due figli Stefano e Costantino, relegando il legittimo imperatore a una posizione puramente cerimoniale.
Intanto Simeone di Bulgaria continuava a devastare i territori europei dell'Impero bizantino, occupando nuovamente Adrianopoli nel 923. Ma Romano I, rinunciando totalmente a una riconquista delle provincie perdute, si serrò nel Palazzo Imperiale, consapevole dell'insuperabilità delle Mura Teodosiane. Negli anni seguenti, invece, la posizione di Costantino rimase marginale: timido, dal carattere pacifico, avido solo di sapere e di cultura, passò gli anni del regno di Romano I a studiare e contemplare le opere del passato, a leggere e a scrivere; tuttavia, non depose mai il proprio titolo imperiale, ma anzi, proprio in questi anni cominciò a essere chiamato con il soprannome Porfirogenito, per enfatizzare la sua condizione di sovrano nato da un legittimo imperatore regnante.

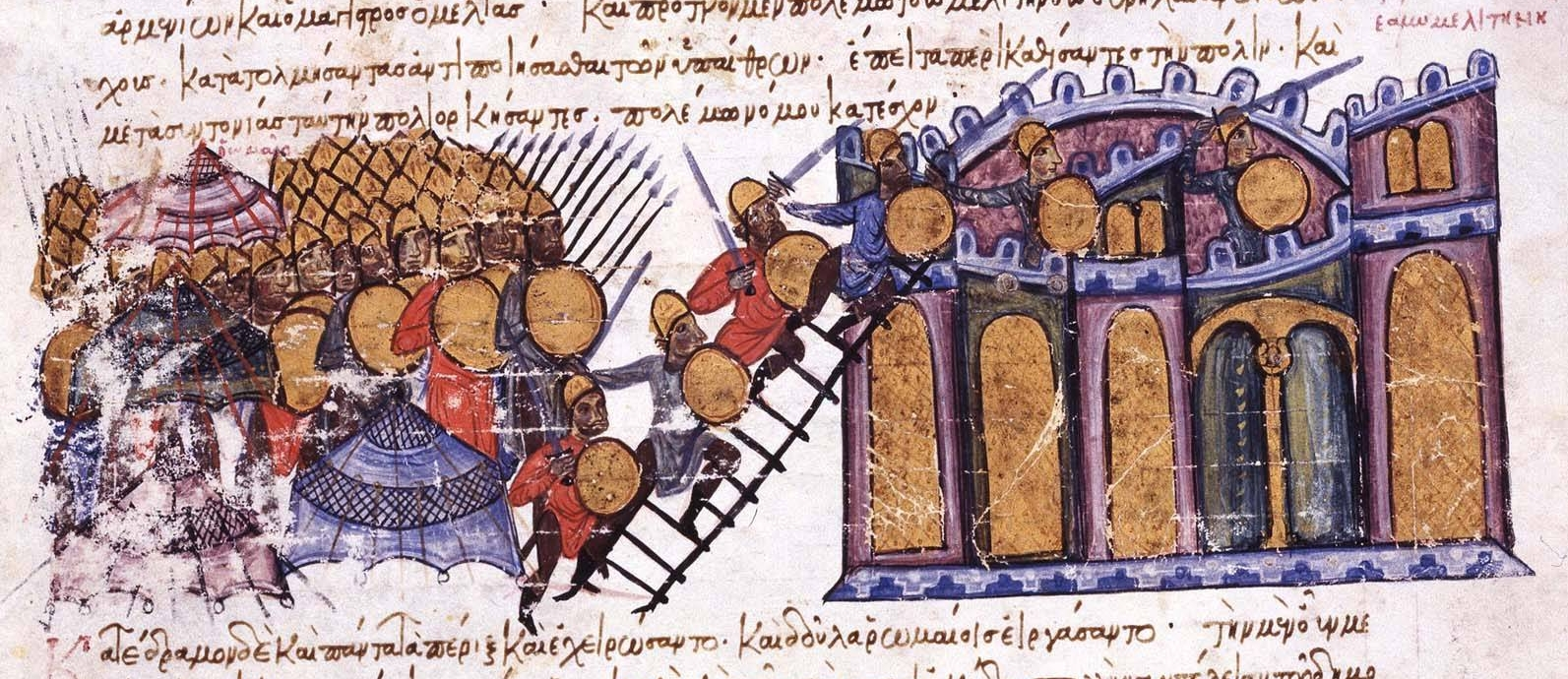
Conquista bizantina di Melitene, Scilitze di Madrid, XII secolo, Biblioteca nazionale di Spagna, Madrid

Contemporaneamente, posta fine alla minaccia bulgara con il matrimonio della nipote Irene Lecapena con lo zar Pietro I, l'attività militare di Romano I continuò con maggior energia sul fronte orientale; dopo aver inflitto una schiacciante sconfitta alla flotta capeggiata dal greco-musulmano Leone di Tripoli (924), fece avanzare l'esercito del generale Giovanni Curcuas nel cuore dell'Armenia e della Mesopotamia settentrionale. L'impresa più importante fu la conquista di Melitene che, dopo un lungo assedio nel 931, capitolò di fronte alle armate bizantine, ma cadde nuovamente nelle mani degli Arabi per poi essere riconquistata dai Romani il 19 maggio del 934. Occupata la principale fortezza avversaria, Giovanni Curcuas si spostò verso sud, affrontando uno dei più potenti sovrani musulmani, il futuro emiro di Aleppo e Mosul, l'hamdanide Sayf al-Dawla (سيف الدولة). Costui, dopo aver sconfitto i Bizantini presso il fiume Eufrate, penetrò in Armenia, costringendo alla sottomissione gran parte dei deboli principati locali. Non accontentandosi di questo, tuttavia, si spostò nel cuore della Cappadocia, razziandone gran parte. 

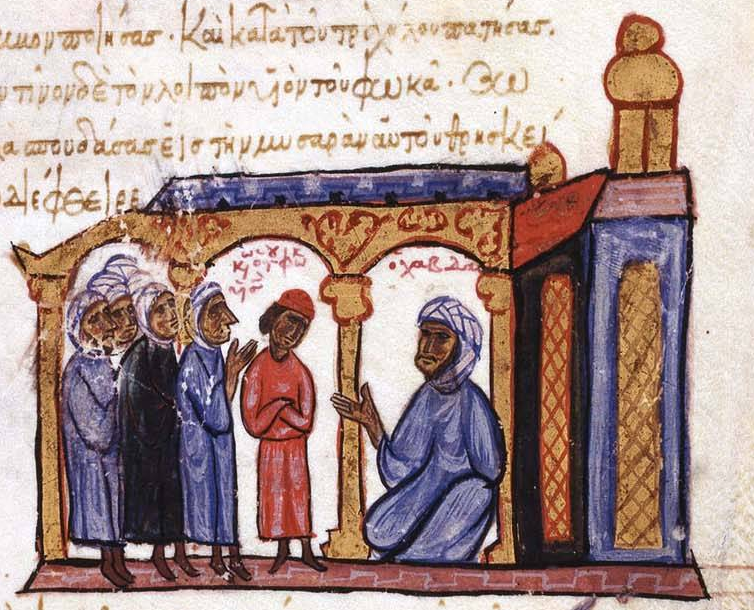
L'emiro Sayf al-Dawla e la sua corte, Scilitze di Madrid, XII secolo, Biblioteca nazionale di Spagna, Madrid

A salvare i Bizantini dalla totale disfatta fu il progressivo indebolimento del Califfato di Baghdad di al-Muttaqi (المتقي), devastato da lotte intestine; bramoso di intervenire nelle questioni interne di quella vitale regione, l'Emiro di Aleppo diede inizio a una veloce ritirata, con l'obiettivo di riorganizzarsi e marciare alla volta dell'Iraq. Tuttavia le tanto agognate stabilità e pace non furono raggiunte; nel giugno del 941 apparve infatti sul Bosforo una grande flotta russa, probabilmente proveniente dall'area del fiume Dnepr. Giovanni Curcuas si mosse dunque verso Costantinopoli, sconfiggendoli ripetutamente e costringendoli alla ritirata; per impedire però che potessero ripresentarsi nel breve periodo, Romano I diede ordine che le loro navi fossero affondate. Così, nell'estate dello stesso anno il parakoimomenos Toefane diede fuoco alla flotta kievana con il portentoso fuoco greco. Questa schiacciante vittoria permise allora a Curcuas di fare ritorno in Oriente per riprendere la campagna in Mesopotamia. Dopo aver velocemente occupato le importanti città di Martiropoli, Amida, Dara e Nisibi, nel 943 assediò Edessa, recuperando una delle più celebri reliquie cristiane, un'effige raffigurante il Salvatore. Fatto ritorno a Costantinopoli, Curcuas fu ricoperto di onori, partecipando alla festa del 15 agosto 944, giorno in cui fu indetta una delle più grandi celebrazioni religiose mai avvenute nella capitale d'Oriente.
Intanto, nel 931, alla morte dell'erede Cristoforo, Romano I, consapevole dell'incapacità politica dei propri figli minori, restituì a Costantino il titolo di secondo imperatore, senza, però coinvolgerlo minimamente nelle questioni di governo.

### Il ritorno sul trono (945-959)

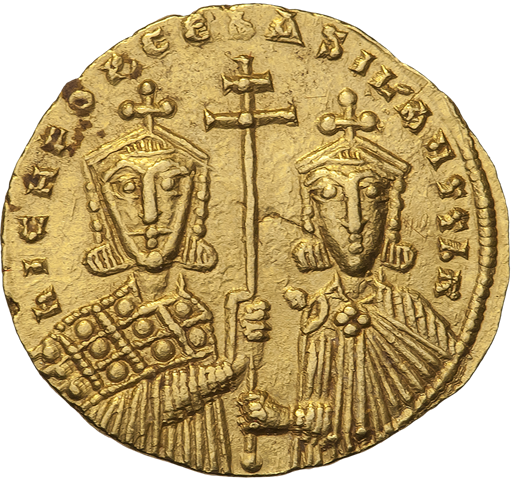
Histamenon coniato durante il regno di Niceforo II, il quale diede inizio alla propria carriera tra i ranghi dell'esercito sotto Costantino VII (a destra è raffigurato un giovane Basilio II), 963-969 circa

Nello stesso anno i rapporti tra Romano I ed i suoi figli minori si incrinarono irrimediabilmente a causa del timore di questi ultimi di perdere il ruolo nella successione in favore del Porfirogenito; così Stefano e Costantino Lecapeno, consultatisi e raggiunta un'intesa, il 16 dicembre 944 fecero rapire nella massima segretezza il padre, esiliandolo nell'isola di Proti, dove avrebbe terminato la propria vita quasi quattro anni dopo.
Tuttavia né il clero né il popolo avevano a cuore i due co-imperatori; eliminando Romano I, carismatico e capace, Stefano e Costantino avevano infatti demolito il pilastro su cui si reggeva il loro potere. Perduto ogni sostegno, i due principi non riuscirono a giungere ad uno dei loro principali obiettivi: il definitivo allontanamento del Porfirogenito dallo scettro imperiale; la Chiesa e l'esercito rifiutarono di riconoscerli quali sovrani, e il 27 gennaio seguente Costantino VII li fece arrestare, confinandoli nell'isola di Samotracia.
Dopo la caduta dei Lecapeni vi fu, per ordine del Porfirogenito, una totale sostituzione delle cariche dell'apparato burocratico bizantino. Mettendo da parte coloro che erano stati sostenitori di Romano I, Costantino VII affidò l'esercito e i principali incarichi militari ai membri dell'influentissima famiglia dei Foca: il vecchio Barda, fratello di Leone che aveva combattuto la battaglia di Anchialo, fu nominato comandante supremo delle armate bizantine contro gli Arabi, mentre tutti e tre i suoi figli (tra i quali figurava il valido generale e futuro imperatore Niceforo II) ottennero prestigiosi e vitali ruoli nella gestione dell'impero. Tuttavia, nonostante il forte risentimento contro Romano I, Costantino VII si tenne sostanzialmente in linea con le decisioni prese dal suo predecessore, terminandone la riforma della politica agraria. Non vi furono però epurazioni di nessun tipo; il Porfirogenito, poco interessato all'amministrazione del suo stato, si fece guidare in questo campo proprio da una Lecapena, l'acuta e colta Elena, la quale avrebbe influenzato il destino del trono di Costantinopoli sino al suo ritiro a vita monacale, avvenuto per volere dell'«immorale ed ambiziosa» imperatrice Teofano, nel 961.

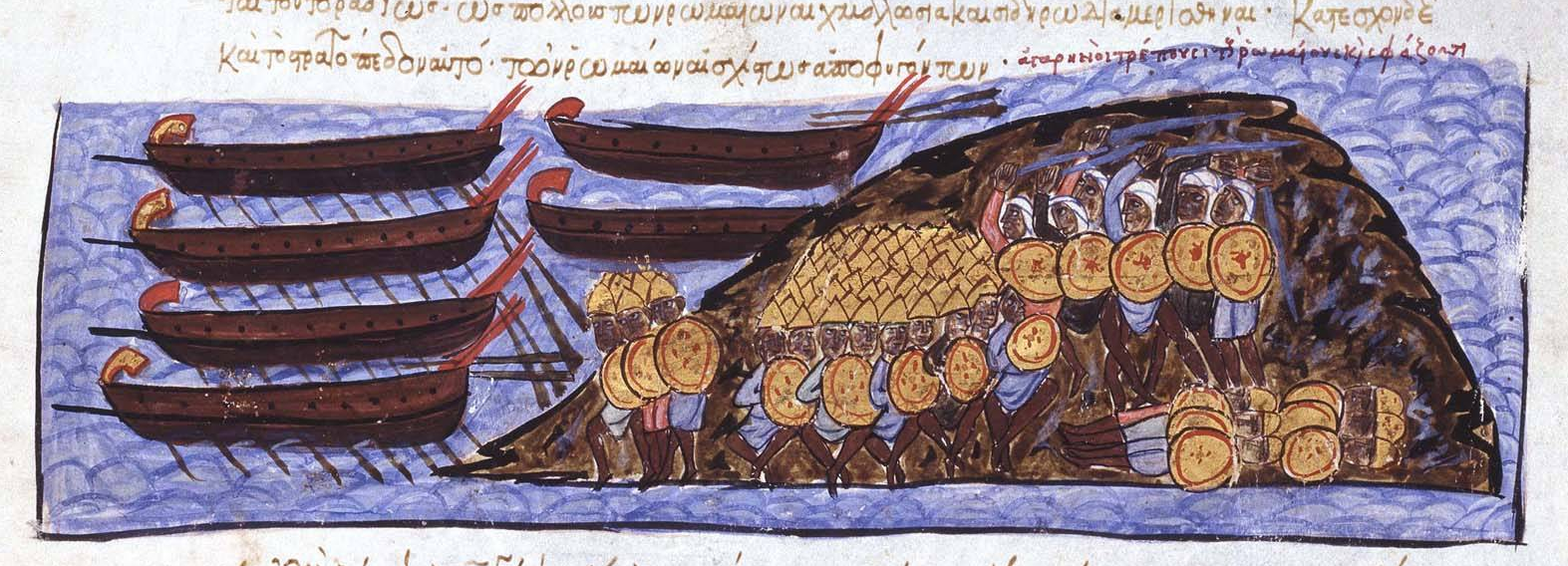
I corsari saraceni sconfiggono i bizantini a Creta, Scilitze di Madrid, XII secolo, Biblioteca nazionale di Spagna, Madrid

La politica estera di Costantino VII fu invece quasi totalmente concentrata nella lotta contro gli Arabi a Oriente; se, infatti, il conflitto contro gli ultimi principati longobardi nel Sud Italia proseguiva monotona e senza rilevanti risvolti, nell'area siriaca e mesopotamica i Foca e il giovane pronipote di Giovanni Curcuas, Giovanni Zimisce, attuarono una serie di operazioni militari, tutte con lo scopo di porre fine alle scorrerie provenienti dall'Emirato di Aleppo e sottomettere Saif-ad Dawla all'egemonia di Costantinopoli.  I Bizantini tentarono, senza successo, di ricostruire il proprio dominio anche nelle perdute isole del Mediterraneo orientale; nel 949, riunito un grande esercito, il palaico eunuco Costantino Gongilas fu incaricato di espellere i corsari arabi da Creta, ma egli stesso, sconfitto, fu costretto a riparare a Costantinopoli. Intanto, nello stesso anno, l'armata greca occupò nuovamente Germanicea, infliggendo numerose disfatte all'esercito musulmano e riuscendo a guadare l'Eufrate nel 952. Tuttavia l'Emiro di Aleppo, ripreso vigore, invase l'Anatolia, catturando Costantino, figlio del domestikos Barda Foca e capovolgendo momentaneamente le sorti del conflitto. Ma la reazione bizantina non si fece attendere: l'anno seguente il fratello del prigioniero, il futuro imperatore Niceforo Foca, riconquistò i territori perduti, occupando nel giugno del 957 la città di Hadath, mentre nell'anno seguente Giovanni Zimisce entrava in Samosata.

### Rapporti con le corti estere

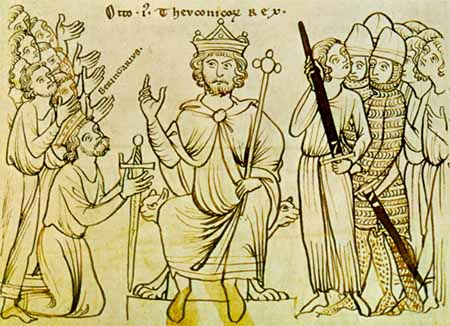
Ottone I di Sassonia, con cui Costantino VII intrattenne un intenso rapporto diplomatico, sottomette Berengario II, Manuscriptum Mediolanense (1200 circa). In alto la didascalia Otto·I·Thevtonicor(um) REX ("Ottone I, Re dei Franchi Orientali")

Il regno di Costantino vide anche un'intensa attività diplomatica della corte bizantina: furono intrapresi numerosi contatti con Ottone I di Sassonia e con il Califfo iberico di Cordova Abd al-Rahman III; l'imperatore cercò inoltre, mediante la conversione di diversi nobili ungheresi, di estendere la propria influenza sui Balcani, ma senza successo. Importante fu, infine, la visita personale della granduchessa Olga dei Rus' di Kiev, la quale non solo si trattenne a lungo a Costantinopoli ma, convertendosi al Cristianesimo, incoraggiò numerosi monaci a trasferirsi nel proprio regno; iniziava in tal modo l'attività missionaria della Chiesa orientale in Russia.

### Morte e successione
Costantino VII, ammalatosi, spirò il 9 novembre 959, lasciando sul trono il figlio e co-imperatore, Romano II, incapace e di debole volontà. Egli, totalmente ammaliato dalla giovane moglie Teofano, figlia di un oste, si fece guidare da questa nella gran parte delle questioni politiche, delegando all'influente ed energico eunuco Giuseppe Bringa, parakoimomenos e paradynasteuon, la gestione dell'apparato amministrativo dell'impero. Il comando delle armate andò invece al sempre più potente Niceforo Foca, il quale pochi anni dopo, nel 963, con la complicità della moglie di Romano II, lo avrebbe assassinato, assumendo per sé stesso la corona.

## Politica interna

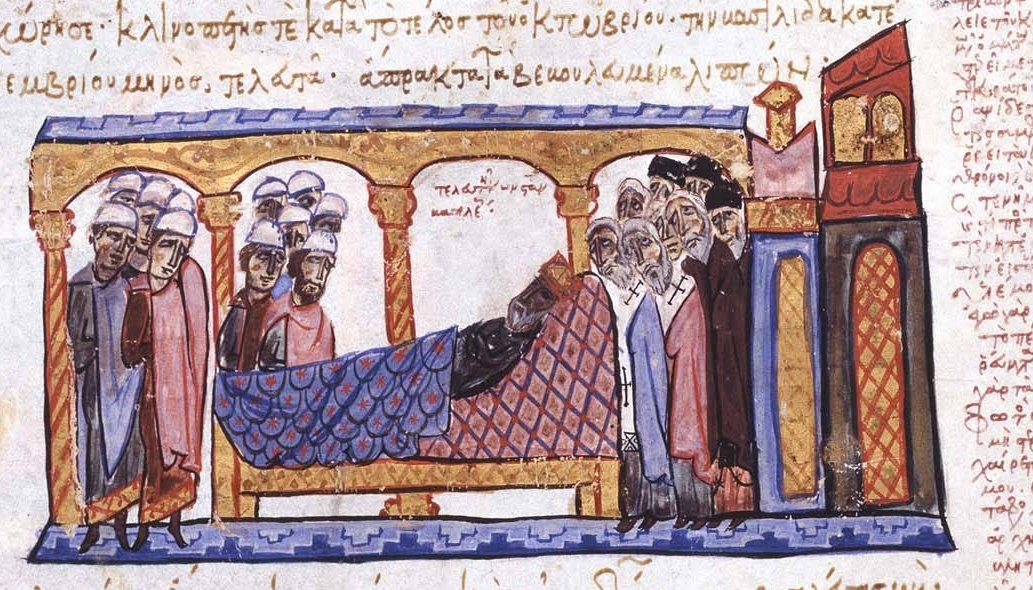
Costantino VII sul letto di morte, Scilitze di Madrid, XII secolo, Biblioteca nazionale di Spagna, Madrid

Nel marzo del 947, sulla scia dei provvedimenti già emessi da Romano I, Costantino dispose che tutte le terre acquistate dai nobili dal tempo della propria ascesa al trono dovessero essere restituite ai proprietari originari, dietro versamento del prezzo pattuito, dando totale precedenza ai contadini rispetto ai ricchi latifondisti; tuttavia, per quanto riguarda gli appezzamenti acquistati prima del 945, rimasero in vigore le leggi emanate prima dell'avvento del Porfirogenito, le quali sfavorivano in ogni caso il contadino. Per i piccoli appezzamenti, di valore inferiore a cinquanta pezzi d'oro (venticinque per i marinai), invece, non era prevista alcuna restituzione del prezzo di vendita.
Il provvedimento fu integrato con un'ulteriore disposizione, redatta dal patrizio Teodoro Decapolite, che rendeva inalienabile quella quota del fondo agricolo destinata al mantenimento dell'equipaggiamento militare degli stratioti e che, qualora nel corso dei quarant'anni precedenti, fosse stata attuata una vendita della quota inalienabile, non solo l'ex proprietario ma anche i suoi parenti fino al sesto grado, avrebbero potuto richiedere la restituzione senza alcun rimborso del prezzo.
Infine, si prevedeva che, qualora il valore del terreno di uno stratiota superasse il minimo legale di quattro libbre, egli non avrebbe potuto alienare la parte eccedente finché non fosse stato cancellato dagli elenchi militari e che le divisioni dei beni, in caso di successione, erano permesse esclusivamente se gli eredi avessero provveduto insieme all'equipaggiamento militare.

## Attività letteraria
Costantino VII dedicò gran parte della propria vita allo studio della letteratura classica greco-romana, redigendo personalmente quattro opere; il De cerimoniis aulae byzantinae, il De administrando imperio, il De thematibus, e un'estesa biografia sul nonno Basilio I. Tuttavia la sua attività è considerata rilevante non perché espanse la conoscenza della civiltà bizantina nei vari campi del sapere, ma perché puramente «compilatoria», atta cioè alla preservazione della cultura classica o greco-medievale; al fine di educarlo dedicò inoltre i propri scritti al figlio Romano II.

## Matrimonio e discendenza
Dalla moglie Elena Lecapena Costantino ebbe numerosi figli, dei quali solo alcuni sopravvissuti all'infanzia:
| Nome    | Immagine | Nascita - morte | Note |
| ------- | -------- | --------------- | --- |
| Romano  |          | 938 - 963       | Unico maschio sopravvissuto all'infanzia; imperatore e successore di Costantino VII; fu ucciso per ordine di Niceforo II Foca e di sua moglie Teofano il 15 marzo 963 |
| Zoe     |          | ? - ?           | Primogenita femmina; si ritirò in convento ad Antiochia |
| Teodora |          | 946 - ?         | Secondogenita femmina; fu la seconda moglie dell'imperatore Giovanni I Zimisce                                                                                        |
| Agata   |          | ? - ?           | Terzogenita femmina; si ritirò in convento a Myrelaion |
| Teofano |          | ? - ?           | Quartogenita femmina; si ritirò in convento ad Antiochia |
| Anna    |          | ? - ?           | Quintogenita femmina; si ritirò in convento a Myrelaion |

## Ascendenza
|                              |   |                  | Genitori |  |  | Nonni                 |  |  | Bisnonni |  |
|                              |   |                  |          |  |  | Basilio I il Macedone |  |  | …        |  |
|                              |   |                  |          |  |  | Basilio I il Macedone |  |  | …        |  |
|                              |   | …                |          |  |  | Basilio I il Macedone |  |  |          |  |
| Leone VI il Saggio           |   |                  |          |  |  | Basilio I il Macedone |  |  |          |  |
|                              |   | Eudocia Ingerina | Inger    |  |  |                       |  |  |          |  |
|                              |   | Eudocia Ingerina | Inger    |  |  |                       |  |  |          |  |
|                              |   | Eudocia Ingerina | …        |  |  |                       |  |  |          |  |
| Costantino VII Porfirogenito |   | Eudocia Ingerina |          |  |  |                       |  |  |          |  |
|                              | … | …                |          |  |  |                       |  |  |          |  |
|                              | … | …                |          |  |  |                       |  |  |          |  |
|                              | … | …                |          |  |  |                       |  |  |          |  |
| Zoe Carbonopsina             | … |                  |          |  |  |                       |  |  |          |  |
|                              |   | …                | …        |  |  |                       |  |  |          |  |
|                              |   | …                | …        |  |  |                       |  |  |          |  |
|                              |   | …                | …        |  |  |                       |  |  |          |  |
|                              |   | …                |          |  |  |                       |  |  |          |  |